# Nyanzigo
Nyanzigo är ett periodiskt vattendrag i Burundi.   Det ligger i provinsen Bururi, i den sydvästra delen av landet, 80 km sydost om huvudstaden Bujumbura.
Omgivningarna runt Nyanzigo är huvudsakligen savann. Runt Nyanzigo är det ganska tätbefolkat, med 179 invånare per kvadratkilometer.